# هتتش (بيدفوردشير)
هتتش (بالإنجليزية: Hatch, Bedfordshire)‏ هي قرية تقع في المملكة المتحدة في شرق انجلترا.